# Diga Eleonora d'Arborea
La diga Eleonora d'Arborea o diga Cantoniera è uno sbarramento artificiale situato in località Cantoniera, territorio di Busachi, in provincia di Oristano. Realizzata sul fiume Tirso, origina il più grande bacino artificiale della Sardegna, il lago Omodeo.
Lo sbarramento è di tipo a gravità in calcestruzzo, con asse composto da due tratti rettilinei e uno ad arco di cerchio, ha un'altezza di 93,25 metri e sviluppa un coronamento di 582 metri a 120 m sul livello del mare. Lo scarico dell'invaso è garantito da uno sfioratore superficiale della portata di 2800 m³/sec e da due scarichi di fondo da 365 m³/sec cadauno.
La diga venne progettata nel 1978 dall'ingegnere Filippo Arredi, in collaborazione con gli ingegneri Ugo Ravaglioli e Augusto Pinto, ed edificata tra il 1982 e il 1996.

Inaugurata il 23 gennaio 1997 dal presidente della Repubblica Oscar Luigi Scalfaro e intitolata alla giudicessa Eleonora d'Arborea, costò circa 357 miliardi di lire e all'epoca vantava il primato di diga più grande d'Europa. Sostituì la diga di Santa Chiara, ubicata qualche chilometro più a monte, che già da qualche anno manifestava importanti lesioni nella struttura portante e per tale motivo ne era stata ridotta la capacità d'invaso del 50%.
L'impianto, di proprietà della Regione Sardegna, fa parte del sistema idrico multisettoriale regionale ed è gestito dall'Ente acque della Sardegna.

## Galleria d'immagini

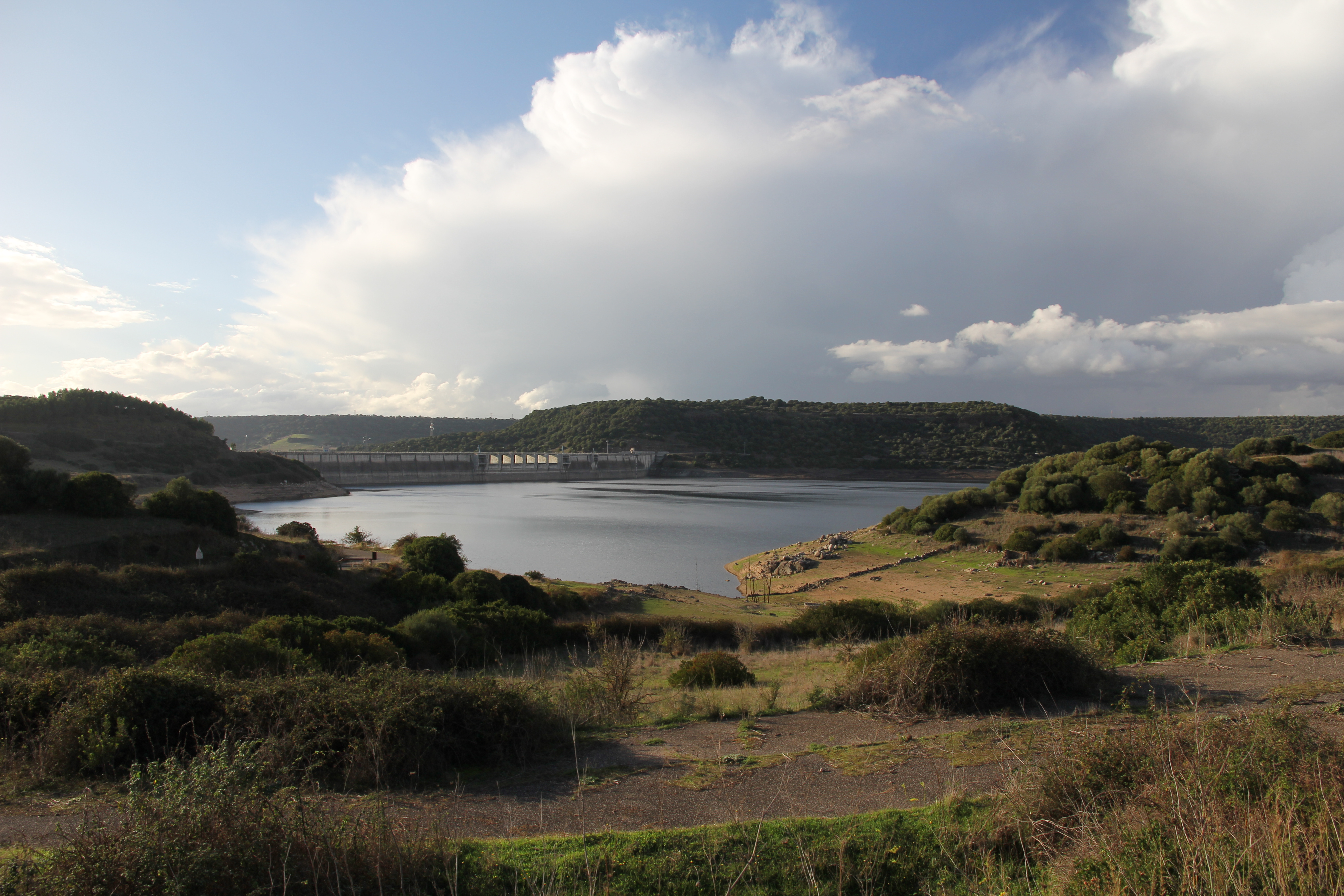
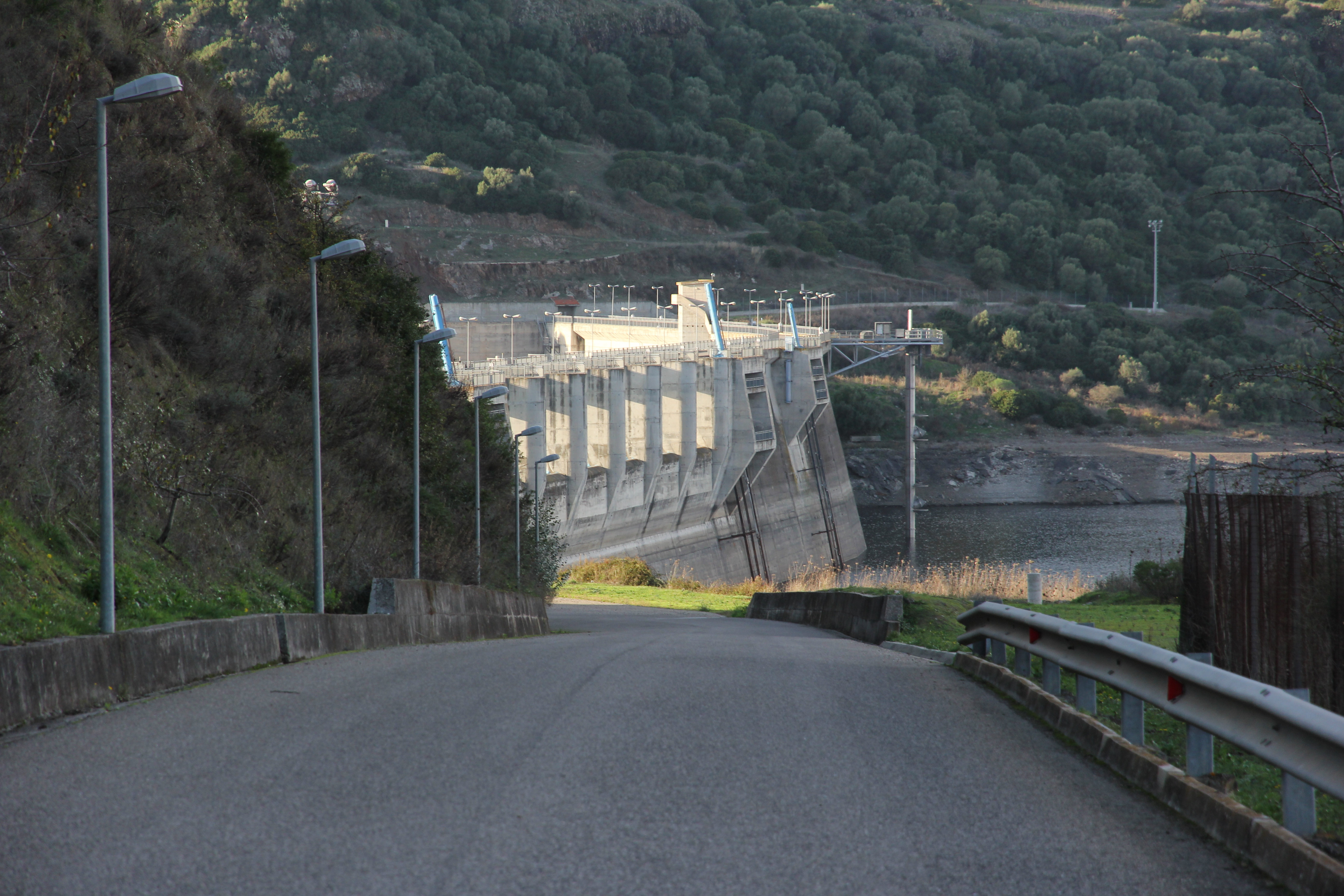
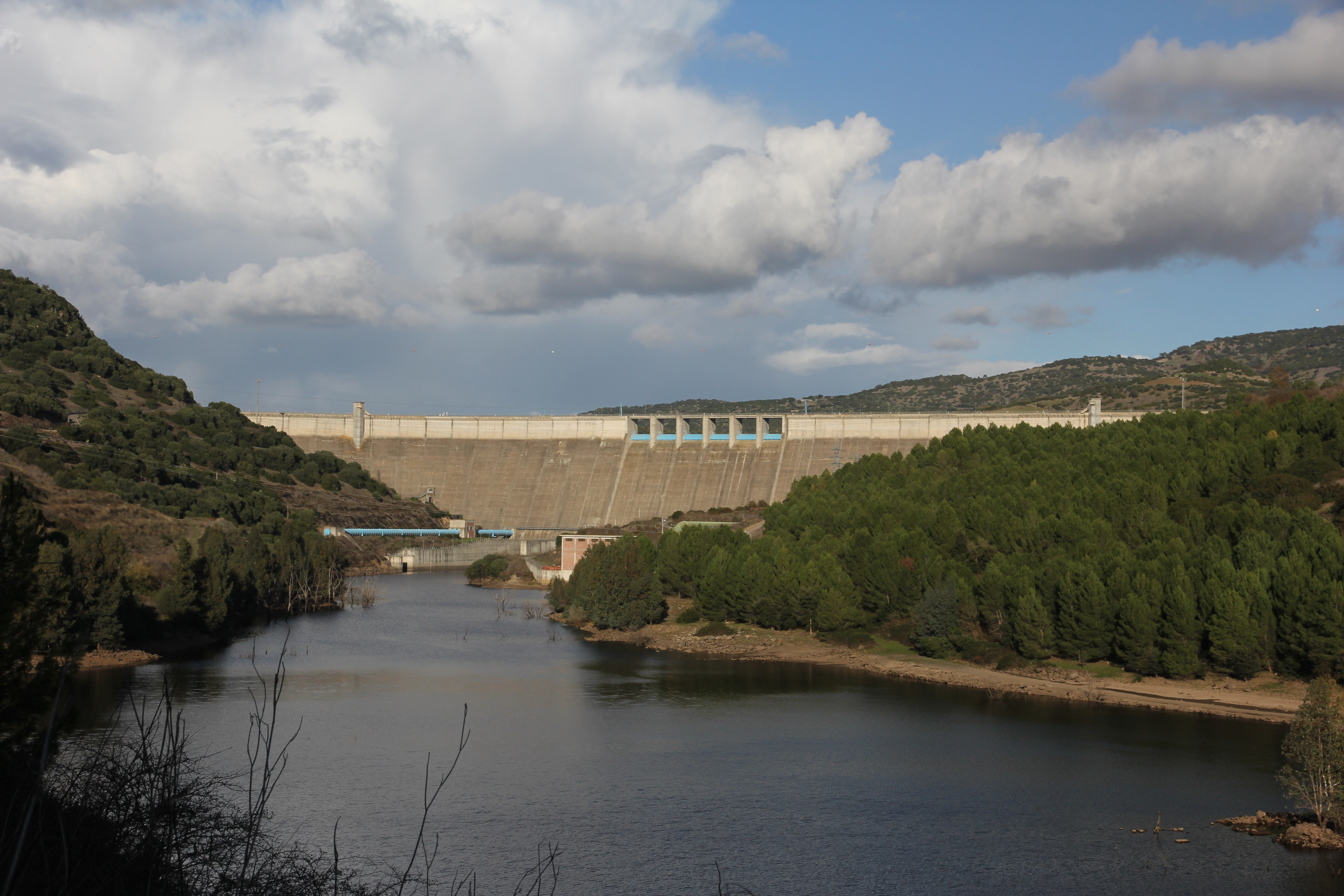